# Zschopau
Zschopau er en by i distriktet Erzgebirgskreis i Sachsen i Tyskland.
Zschopau er berømt for sin motorcykelindustri, især mærkerne DKW og MZ og legetøjsvirksomheden VEB Plasticart fra DDR-tiden. Byen havde endvidere under den tidlige industrialisering i 1700- og 1800-tallet en betydelig tekstilindustri.
Zschopau har en kirke dedikeret til St. Martin, et rådhus og et slot (Schloss Wildeck), hvis opførelse begyndte i det tolvte århundrede.
Siden den tyske genforening har Zschopau mistet omkring en fjerdedel af sin befolkning.

## Geografi
Byen ligger på de nordvestlige skråninger af Erzgebirge, på begge bredder af Zschopau-floden, omkring 14 km sydøst fra Chemnitz.
Det højeste punkt er bjerget Pilzhübel med en højde på 597,8 m.o.h. Det kommunale område omfatter landsbyen Krumhermersdorf, der blev indlemmet i 1999.

## Historie
Byen voksede op omkring slottet, som blev bygget i midten af 1100-tallet, for at beskytte vadestedet på Saltvejen, der krydsede Zschopau-floden. Saltvejen forbandt området med Halle og Leipzig i nordvest og med Bøhmen og Prag i sydøst.
Området er rigt på kulforekomster og sølv, og fra det 14. til det 19. århundrede blev der også udført minedrift, og Zschopau fik i 1493 privilegierne som en "fri mineby ". Dens betydning haltede dog altid bagefter de store minebyer i Ertsbjergene.
Udviklingen af håndværk og handel blev begunstiget af handelsruten; i 1451 fik Zschopau markedsrettigheder og i 1466 bryggerirettigheder. De første laug af vævere og calicotrykkere blev grundlagt i 1529. Senere udviklede tekstilfabrikker og spinderier sig, hvilket markerede Zschopaus tidlige forvandling til en industriby i begyndelsen af 1800-tallet, hvor særlig tekstilindustrien var fremtrædende.
I 1906 erhvervede danskeren Jørgen Skafte Rasmussen en nedlagt klædefabrik i Tischau-dalen og grundlagde i 1907 en beslagsfabrik, som også producerede detonatorer og granatdetonatorer under 1. Verdenskrig. I 1918 begyndte produktionen af forbrændingsmotorer. Dens videre udvikling til en hjælpecykelmotor hjalp virksomheden med at opnå et gennembrud og førte til starten på serieproduktion af motorcykler i 1922 under mærket DKW. Fabrikken i Zschopau blev i 1926 verdens første motorcykel-samlebåndsfabrik og fremstillede i 1928 omkring 60.000 motorcykler årligt og var Verdens største motorcykelfabrik. Fabrikken blev efter krigen nationaliseret og overtaget af DDR's myndigheder, der fremstillede MZ-motorcykler, der under DDR-tiden var en af verdens største motorcykelproducenter målt på enhedssalg. 